# アイ・ドリンク・ワイン
「アイ・ドリンク・ワイン」(I Drink Wine)は、英国の歌手アデルの楽曲で、2021年に発売した4枚目のスタジオ・アルバム『30』に収録されている。アデルはこの曲をプロデューサーも務めたグレッグ・カースティンと共作した。2021年11月19日にアルバムの7曲目としてコロムビア・レコードから発売された。この曲は教会音楽からの影響を受けたゴスペルを含んだセンチメンタルなバラードであり、ピアノとオルガンが演奏に含まれている。曲はエゴを手放す事やサイモン・コネッキとの離婚について歌っており、結婚生活や人生についての認識を含んでいる。
「アイ・ドリンク・ワイン」は音楽評論において累ね好意的な評価を受け、その中にはアデルのベスト・ソングやキャリアのハイライトとしてこの曲を見るものもいた。この曲はイギリス、アイルランド、ニュージーランド、オーストラリア、カナダ、スウェーデンなどでトップ10に入り、多くの国のチャートに入った。ジョー・タルボットが監督したミュージック・ビデオではアデルは川に浮かび、ワインを呑みながら森を探索している。アデルはこの曲をテレビ・スペシャルや2022年のブリット・アワードで披露し、こちらも好意的に受け取られた。加えて「アイ・ドリンク・ワイン」は2022年11月4日にイタリアのラジオ・エアプレイ向けにアルバムから3枚目のシングルとして選ばれた。

## 賞
| 賞                     | 年   | カテゴリー          | 結果   | 脚注  |
| ---------------------- | ---- | ------------------- | ------ | ----- |
| MTV Video Music Awards | 2023 | Best Cinematography | 未決定 | [ 1 ] |

## チャート
| チャート (2021–2022年)               | 最高位 |
| ------------------------------------ | ------ |
| オーストラリア (ARIA)                | 10     |
| カナダ (Canadian Hot 100)            | 10     |
| クロアチア ([HRT)                    | 96     |
| チェコ (Singles Digitál Top 100)     | 55     |
| デンマーク (Tracklisten)             | 34     |
| フランス (SNEP)                      | 81     |
| Global 200 (Billboard)               | 10     |
| アイスランド (Plötutíðindi)          | 7      |
| アイルランド (IRMA)                  | 5      |
| イタリア (FIMI)                      | 81     |
| オランダ (Single Top 100)            | 30     |
| ニュージーランド (Recorded Music NZ) | 7      |
| ノルウェー (VG-lista)                | 18     |
| ポルトガル (AFP)                     | 36     |
| スロバキア (Singles Digitál Top 100) | 48     |
| 南アフリカ (RISA)                    | 8      |
| スペイン (PROMUSICAE)                | 95     |
| スウェーデン (Sverigetopplistan)     | 10     |
| UK シングルス (OCC)                  | 4      |
| US Billboard Hot 100                 | 18     |

## 認定
| 国/地域                          | 認定 | 認定/売上数 |
| -------------------------------- | ---- | ----------- |
| オーストラリア (ARIA)            | Gold | 35,000      |
| ブラジル (ABPD)                  | Gold | 20,000      |
| イギリス (BPI)                   | Gold | 400,000     |
| アメリカ合衆国 (RIAA)            | Gold | 500,000     |
| 認定のみに基づく売上数と再生回数 |      |             |

## 発売日
| 地域     | 日            | 発売形態           | レーベル | 脚注   |
| -------- | ------------- | ------------------ | -------- | ------ |
| イタリア | 2022年11月4日 | ラジオ・エアプレイ | Sony     | [ 26 ] |